# Јунус-паша
Јунус-паша (умро 13. септембра 1517) је био османски државник, вођа јаничарског корпуса, велики везир (1517) и први управник Египатског ејалета (1517). Био је један од најзначајнијих војсковођа Селима I у Османско-мамелучком рату (1516-1517).

## Биографија
Јунус је био албанског или бугарског порекла. Ступио је у османску војску путем девширме (поступак одузимања деце из хришћанских породица, превођење на ислам и уврштавање у редове османске војске или бирократије). Јунус је ступио у ред јаничара, и постао ага (врховни командант) јаничарског корпуса. Године 1511. постао је везир у Дивану (Османска влада) и беглербег Анадолије. Јунус-паша је имао велику улогу у Османско-мамелучком рату (1516-1517). Након османске победе код Марџ Дабика 1516. године, Јунус-паша, са османским трупама под својом командом, заузео је град Алепо (у данашњој Сирији), одакле је напао Хаму, Хомс и Дамаск. Након битке код Риданије 1517. године, ушао је у египатски град Каиро са својим јаничарским трупама. Након тродневне опсаде, град су освојиле османске снаге.
Велики везир Хадим Синан-паша погинуо је у бици код Риданије 22. јануара 1517. године. Јунус-паша је изабран за новог великог везира осам дана касније, 30. јануара 1517. године. Касније је постављен и за управника новооснованог Египатског ејалета. Комбинујући те две позиције, Јунус-пашин утицај нагло је порастао. Међутим, до Селима I су стигле вести о корупцији у земљама новог везира. Стога је Јунус-паши функција управника Египта одузета и предата Хајир-бегу. Јунус-паша је остао велики везир.
Наводи се да је Селим наредио погубљење Јунус-паше, због вређања черкешког порекла Хајир-бега, будући да је Јунус-паша био огорчен јер је изгубио управу над Египтом, у чијем је освајању учествовао. Без обзира на праве разлоге, Јунус-паши је одсечена глава 13. септембра 1517. године.